# Nectopsyche argentata
Nectopsyche argentata är en nattsländeart som beskrevs av Oliver S. Flint Jr. 1991. Nectopsyche argentata ingår i släktet Nectopsyche och familjen långhornssländor. Inga underarter finns listade i Catalogue of Life.